# 34272 Veeramacheneni
34272 Veeramacheneni è un asteroide della fascia principale. Scoperto nel 2000, presenta un'orbita caratterizzata da un semiasse maggiore pari a 2,5714529 au e da un'eccentricità di 0,0220593, inclinata di 9,97051° rispetto all'eclittica.